# Ellisina circulatis
Ellisina circulatis är en mossdjursart som beskrevs av Liu 1983. Ellisina circulatis ingår i släktet Ellisina och familjen Calloporidae. Inga underarter finns listade i Catalogue of Life.